# ألم حشوي
الألم الباطني أو الحشوي هو الألم الناتج عن تنشيط مستقبلات الألم الخاصة بالأحشاء أو الأعضاء الموجودة في منطقة الصدر أو الحوض أو البطن. وتعد البُنيات الحشوية شديدة الحساسية للانتفاخ (التمدد)، والإقفار أو فقر الدم الموضعي، والالتهاب، ولكنها غير حساسة بشكلٍ نسبي للمحفزات الأخرى التي عادةً ما تسبب الألم كالجروح أو الحروق. وتعد المشكلة المتعلقة بالألم الحشوي هي أنه منتشر ومن الصعب تحديد مكانه وغالبًا ما يتم ربطه ببنيةٍ بعيدة وعادةً ما تكون سطحية. كما يمكن أن يصحبه أعراض مثل: الشعور بالغثيان، والقيء، وتغيرات في المؤشرات الحيوية، بالإضافة إلى ازدياد التأثر العاطفي. ويمكن وصف هذا الألم بأنه ألم عميق وعاصر يصيب بالغثيان والشعور بالكسل  وتفسر تقرحات الأنسجة البنيوية والعيوب البيوكيميائية هذا النوع من الألم في عينةٍ واحدة فقط من المرضى. ويتم تصنيف هذه الأمراض تحت فئة الأمراض العصبية والعضلية الخاصة بالجهاز الهضمي (GINMD). وقد يعاني آخرون من آلامٍ حشوية، تكون غالبًا شديدة الحدة، دون وجود أي دليلٍ يشير إلى الأسباب البنيوية، أو البيوكيميائية، أوالأسباب المتعلقة بالأمراض النسيجية لمثل هذه الأعراض. ويتم إدراج هذه الأمراض تحت فئة اضطرابات الجهاز الهضمي الوظيفية (FGID) وفي هذه الحالة يمكن أن تختلف الفيزيولوجيا المرضية وطريقة العلاج اختلافًا كبيرًا عن الفيزيولوجيا المرضية وطريقة العلاج الخاصة بالأمراض العصبية والعضلية الخاصة بالجهاز الهضمي. ويعتبر عسر الهضم الوظيفي ومتلازمة القولون المتهيج هما النوعان الأساسيان للاضطرابات الوظيفية التي تصيب القناة الهضمية.

## علم الأوبئة
في الماضي، كان يُعتقد أن الأحشاء غير حساسة للألم، إلا إنه اتضح الآن أن آلام الأعضاء الداخلية واسعة الانتشار، وأنه من المحتمل أن يتعدى عبئها الاجتماعي الألم (الجسدي) السطحي. ويعتبر الإقفار القلبي، وهو المسبب الأساسي للآلام القلبية، السبب الأكثر شيوعًا للموت في الولايات المتحدة. وقد تم تصنيف المغص الكلوي الناتج عن وجود حصوات في الحالب على أنه أشد أنواع الألم التي قد يعاني منها الإنسان. وقد تزايد انتشار مثل هذه الحصوات بشكلٍ مستمر؛ حيث وصل إلى نسبة أعلى من 20% في البلاد المتقدمة. كذلك، أوضحت الاستطلاعات أن معدلات الانتشار بين البالغين كانت 25% للآلام المتقطعة في البطن، و20% لآلام الصدر، وأن 24% من النساء يعانين من آلام في منطقة الحوض في جميع المراحل العمرية. ويعتبر أكثر من ثُلثي المرضي المصابين بهذه الآلام أنها تمثل جزءًا من حياتهم اليومية حيث يحاولون السيطرة على الأعراض بأنفسهم، بينما تفضل نسبة ضئيلة منهم اللجوء لمساعدة المتخصصين. وترتبط الآلام الحشوية بتراجع نوعية الحياة؛ فتكاليف العلاج تشكل حملاً ماديًا كبيرًا إضافة إلى تكلفة الإنتاجية المهدرة في سوق العمل.

## الفحص الطبي
يجب الاشتباه في وجود ألم حشوي عندما يشتكي المريض من شعورٍ مبهم بـ التوعك. ويتميز الألم الحشوي الحقيقي بأنه شعور مبهم واسع النطاق؛ لا يمكن تعريفه بوضوح. بغض النظر عن عضو بعينه الذي يكون مصدر الألم، فعادةً ما يشعر المريض بالألم في الخط الوسطي الممتد في أي مكان من أسفل البطن وصولاً إلى الصدر. في المراحل الأولى من الشعور بالألم يتركز الألم في المنطقة العامة نفسها، ولكنه ما يلبث أن يتطور تطورًا مؤقتًا يؤدي إلى زيادة تدريجية في الشعور بالألم، وصعوبة في تحديده.
يرتبط هذا النوع من الألم بتدخل الجهاز العصبي الذاتي. وتشمل بعض هذه الأعراض الشحوب، والتعرق، والغثيان، والقيء، إضافةً إلى تغير المؤشرات الحيوية بما في ذلك ضغط الدم، و/أو معدل ضربات القلب و/أو درجة الحرارة. كما تعد ردود الفعل العاطفية القوية إحدى العلامات الأكثر شيوعًا، والتي قد تشتمل على الشعور بالقلق والحزن والهلاك الوشيك. كذلك، يوضح علم الأمراض أن الألم الحشوي يمكن تشخيصه فقط من خلال الانفعالات العاطفية وعدم الشعور بالراحة حتى وإن لم يشتكِ المريض من الشعور بالألم. ولا تتصل حدة الألم بالضرورة بحجم الإصابة الداخلية.
تتغير طبيعة الألم الحشوي خلال تطوره. وقد يكون الشعور بألم ناتج عن عضوٍ معين أو أنه «انتقل» إلى مناطق الجسم المختلفة. ولا يقدم علم الأمراض سببًا واضحًا يفسر الإحساس بالألم في هذه المواقع الجسدية المشار إليها، ومع ذلك سوف يستمر الشعور بالألم في هذه المواقع وغالبًا ما يكون شديد الحدة. ويكون الألم الرجيع أكثر وضوحًا وتحديدًا وتقل احتمالية اقترانه بمؤشرات مستقلة أو عاطفية.
يعتبر احتشاء عضلة القلب (MI)، والمعروف باسم الأزمة القلبية، خير مثال على الألم الحشوي الأكثر شيوعًا والذي يجسد النطاق الواسع من الأعراض السريرية التي سبق مناقشتها. ويكون هذا الألم تابعًا لـ إقفار الأنسجة القلبية. ويعد العرض الأكثر شيوعًا له هو ألم في الصدر غالبًا ما يكون في شكل ضيقٍ أو ضغطٍ أو اعتصار. تبدأ هذه الأعراض تدريجيًا على مدى بضع دقائق وتميل إلى أن تكون موجودة في منتصف الصدر (فوق عظمة القص)؛ على الرغم من أنه يمكن الشعور بهذا الألم في الصدر الأيسر أو الأيمن أو حتى في منطقة البطن. وتشتمل الأعراض التي ترتبط به، ومعظمها أعراض لاإرادية، على تعرق غزير، وغثيان، وقيء، وخفقان القلب، والقلق (والذي غالبًا ما يُوصف بأنه شعور بالهلاك الوشيك). أما الألم الرجيع فعادةً ما يشعر به المريض أسفل الذراع الأيسر، ولكنه قد يؤثر أيضًا على الفك والرقبة والظهر والشرسوف (وهي منطقة رأس المعدة). وقد يعاني بعض المرضى، خاصةً كبار السن ومرضى السكر مما يُعرف باحتشاء عضلة القلب غير المؤلم أو «الأزمة القلبية الصامتة.» قد يصحب احتشاء عضلة القلب غير المؤلم الأعراض التي ترتبط بالأزمة القلبية مثل الغثيان أو القيء أو الحصر النفسي أو الشعور بالثقل أو الاختناق، وذلك دون الشعور بألم الصدر التقليدي الموصوف آنفًا.
من المهم دائمًا أن يتذكر الأطباء والمرضى على حدٍ سواء عدم وجود علاقة بين حجم إصابة الأعضاء الداخلية وحدة الألم، وأن يدركوا أن الألم قد يصبح خطيرًا إذا تم تجاهله، ومثال على ذلك الأزمة القلبية الصامتة. ومن الضروري كذلك الانتباه إلى أن العكس أيضًا صحيح؛ أي أنه أحيانًا لا يشير الألم الحشوي الحاد بالضرورة إلى عملية مرضية خطيرة، على سبيل المثال الآلام الناتجة عن الانتفاخ.

## علم دراسة الأعصاب
ترجع خصائص الألم الحشوي وهي الشعور المبهم غير المحدد بالألم والطبيعة المتغيرة إلى الكثافة المنخفضة للغدد الحسية لـ الأحشاء، والتشعب الواسع للتدخل الحشوي في الجهاز العصبي المركزي (CNS).
وتعد ظاهرة الألم الرجيع ظاهرة تابعة لتقارب العصب (الحسي) الوارد الذي يدخل في النخاع الشوكيعلى المستوى نفسه الذي تشعر به البنى السطحية الجسدية بالألم. ويؤدي هذا إلى التفسير الخاطئ للإشارات التي ترسلها مراكز المخ العليا.

## العلاج
يهدف علاج الألم الحشوي إلى أمرين هما:: تخفيف حدة الألم الحالية، ومعالجة أية أمراض كامنة في حالة تحديد المرض. وفي كثير من الأحيان، ينبغي تأجيل علاج الألم حتى يتم تحديد المكان الذي تصدر عنه هذه الأعراض. فقد يؤدي تخفيف الألم إلى تضليل عملية التشخيص، ومن ثم تأخر التعرف على الحالات التي قد تهدد الحياة. وحالما يتم تحديد الحالة القابلة للعلاج، ينتفي أي سببٍ للامتناع عن علاج الأعراض. حتى إذا لم يتم الكشف عن سبب الألم خلال فترةٍ مناسبة، فإن معالجة أعراض الألم ستفيد المريض؛ حيث أنها تمنع التحسس طويل المدى وتوفر له الراحة الفورية.
تعتمد المعالجة العرضية للألم الحشوي بشكلٍ رئيسي على علم المعالجة الدوائية. وبما أن الألم الحشوي قد ينتج عن العديد من الأسباب، سواء أكانت ترتبط بمرضٍ أم لا، فإن هناك العديد من الفئات الدوائية للعقاقير المستخدمة لهذا الغرض وتشمل العديد من مسكنات الألم (مثل الأفيونيات، ومضادات الالتهاب غير الستيرويدية، ومركبات البنزوديازيبين) ومضادات تقلصات البطن (مثال لوبيراميد (دواء مضاد للتمعج)) ومضادات الاكتئاب (مثال مضادات الاكتئاب ثلاثية الحلقات (TCA)، ومثبطات إعادة امتصاص السيروتونين الاختيارية (SSRI)، ومثبط امتصاص السيروتونين-النورادرينالين (SNRI))، بالإضافة إلى أدوية أخرى (مثال كيتامين (مخدر عام سريع التاثير)، وكلونيدين (دواء خافض لضغط الدم)، وجابابنتين (مخفف للألم خاصة في الأعصاب)). بالإضافة إلى ذلك، يمكن للعلاج الدوائي الذي يستهدف السبب الكامن وراء الألم أن يساعد في تخفيف الأعراض بفضل تقليل مدخلات مستقبلات الألم الحشوية. فعلى سبيل المثال يمكن أن يساعد استخدام النيترات في التقليل من آلام الصدر عن طريق توسيع الشرايين التاجية وبالتالي تقليل الإقفار المسبب للألم. كما يساعد استخدام السبازموليتيكس (وهو دواء يستخدم لتخفيف أو منع التشنجات وخاصةً من العضلات الملساء) على تخفيف حدة الألم الناتج عن انسداد الجاهز الهضمي وذلك عن طريق تثبيط انقباضات القناة الهضمية. وهناك العديد من المشكلات التي ترتبط بالعلاج الدوائي ومنها الآثار الجانبية (مثل الإمساك الناتج عن استخدام الأفيونيات)، أو الاعتماد على العقاقير، أو الإدمان والتسكين غير الكافي للآلام.
بشكلٍ عام، يتم استخدام طرق العلاج التي تتطلب جراحة مع المرضى الذين لم ينجح معهم العلاج الكيميائي أو العلاجات التي لا تتطلب جراحة. وهناك العديد من التدخلات الجراحية المتاحة التي أثبتت فاعليتها وجدارتها، وسوف يتم مناقشة عددٍ قليلٍ منها لاحقًا. فتقريبًا يستفيد من 50 إلى 80% من مصابي سرطان الحوض من الإحصار العصبي. حيث يعمل الإحصار العصبي على توفير راحة مؤقتة من الألم وعادةً ما يتضمن حقن حزمة عصبية إما بـ مخدر موضعي أو الستيرويد أو كلاهما. وقد يتسبب تدمير النسيج العصبي في الإصابة بالإحصار العصبي الدائم. تؤيد الأدلة الدامغة التي أثبتتها العديد من التجارب العشوائية الخاضعة للرقابة استخدام إحصار مخرب العصب للضفيرة البطنية للتخفيف من الألم، وتقليل كمية المواد الأفيونية التي يستهلكها المرضى الذين يعانون من ألمٍ خبيث قادم من أحشاء البطن مثل البنكرياس. إن التحفيز العصبي، من جهاز مثل محفز النخاع الشوكي (SCS)، للذبحة الصدرية الحرون قد أثبت فاعليته في عديد من التجارب العشوائية الخاضعة للرقابة. كما يمكن استخدام محفز النخاع الشوكي في حالات الآلام المزمنة الأخرى مثل التهاب البنكرياس المزمن وحمى البحر الأبيض المتوسط. وقد تم إثبات فوائد وسائل أخرى لتقليل الألم ومنها المحفزات العصبية الكهربائية عن طريق الجلد (TENS) والذي يستهدف تحفيز المجال ويستخدم في الحالات الجسدية مفرطة التألم، والتعديل العصبي الخارجي، والاستئصال الترددي اللاسلكي النابض وأنظمة نقل العقاقير الخاصة بـ الجهاز العصبي المركزي.